# 3106 Morabito
3106 Morabito è un asteroide della fascia principale. Scoperto nel 1981, presenta un'orbita caratterizzata da un semiasse maggiore pari a 3,1426740 UA e da un'eccentricità di 0,2392445, inclinata di 14,85008° rispetto all'eclittica.
L'asteroide è dedicato a Linda Morabito, l'astronoma del settore navigazione del Programma Voyager che per prima notò il vulcanismo della luna di Giove Io in una fotografia ripresa dalla sonda spaziale Voyager 1. Linda Morabito è attualmente la direttrice dei programmi educativi della Planetary Society.